# Capsella bursa-pastoris
La borsa di pastore (Capsella bursa-pastoris (L.) Medik. 1792), chiamata anche da pastore o  del pastore, è una pianta  appartenente alla famiglia Brassicaceae.

## Etimologia
L'epiteto specifico bursa-pastoris deriva dal latino tardo bursa (a sua volta dal greco βύρσα, býrsa, "pelle") e dal genitivo di pastor, "del pastore", probabilmente per la forma delle silique, a cui fa riferimento anche il nome inglese mother's heart.

## Descrizione

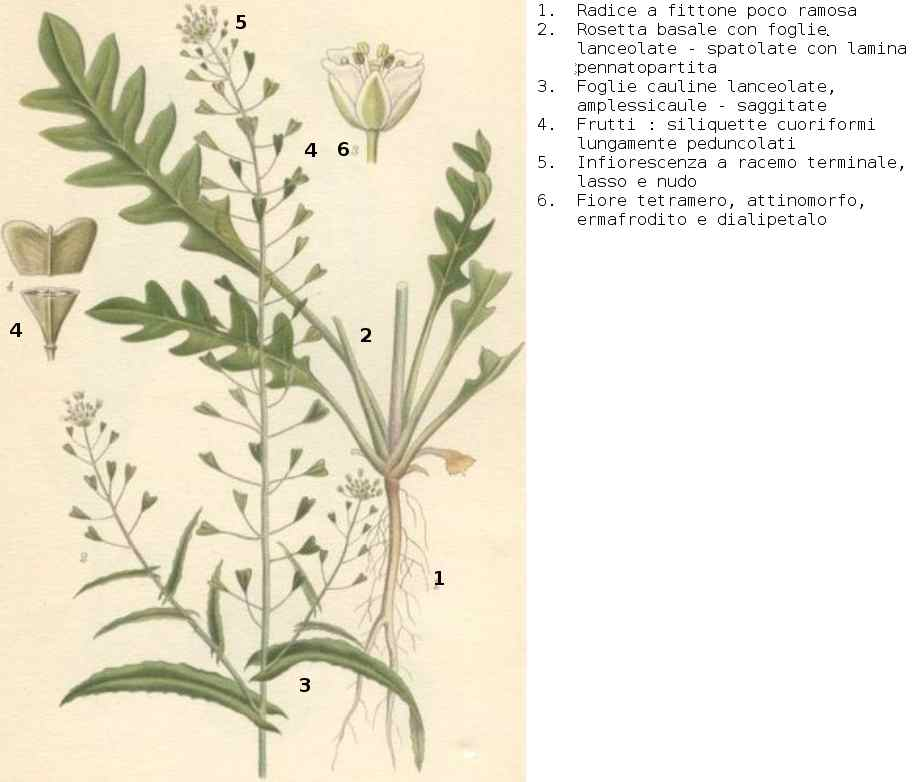
Descrizione delle parti della pianta

La pianta si riconosce facilmente per i caratteristici frutti a forma di cuore . La forma biologica è emicriptofita bienne (H bienn): quindi si tratta di una pianta a riproduzione biennale con gemme posizionate sul terreno.

### Radici
La radice è fittonante scarsamente ramosa ma legnosa. Sezionata può odorare di solforato.

### Fusto
Il fusto è eretto, ma piuttosto esile; è ramificato e quasi glabro (possiede piccoli peli molto corti). Altezza media 10–30 cm (massima 50 cm).

### Foglie
La forma delle foglie non è molto ben definita.
- Foglie basali: le foglie basali, picciolate, sono lanceolate-spatolate, ma anche pennato-partite; la lamina può essere dentata, lobata o intera. Insieme formano una tipica rosetta basale. Dimensione media delle foglie: larghezza 0,5–2 cm; lunghezza 3–10 cm.
- Foglie cauline: le foglie cauline sono lanceolate indivise, sessili, alterne, amplessicaule-sagittate (la base delle foglie sono simile ad una freccia) e glabre. Inoltre alla base sono presenti delle piccole foglioline (stipole).

### Infiorescenza
L'infiorescenza è composta da piccoli grappoli terminali. In particolare viene definita come racemo lasso e nudo (senza foglie).

### Fiori
I fiori sono ermafroditi, tetrameri, dialipetali e attinomorfi.
- Calice: il calice è formato da 4 sepali verdastri (a volte lievemente arrossati) e ovali e di consistenza membranacea ai margini. Nella parte terminale sono aperti. Dimensione dei sepali: 1–2 mm.
- Corolla: la corolla è di colore bianco ed è composta da 4 piccoli petali spatolati in disposizione opposta a croce (struttura tipica delle “crocifere”), sporgono decisamente dal calice e sono lievemente smarginati all'apice. Dimensione dei petali: 2–3 mm.
- Androceo: gli stami sono 6 con antere gialle. Spesso gli stami derivano da petali trasformati.
- Gineceo: l'ovario è bicarpellare supero; lo stilo è persistente nel frutto.
- Fioritura: fiorisce con continuità da gennaio a dicembre anche se i suoi fiori sono estremamente piccoli ed insignificanti. È una pianta multi-ciclica: i suoi semi appena nati cadono subito e la pianta rifiorisce di nuovo.
- Impollinazione: entomofila (tramite insetti).

### Frutti
I frutti di questa pianta sono lungamente peduncolati (a struttura patente e lunghi da 0,5 a 2 cm) ed hanno la forma di piatte siliquette a forma di cuore rovesciato (triangolare-bilobata con la punta verso il peduncolo). Dimensione della siliquetta: 4–6 mm. Contengono diversi semi oblunghi dal colore marrone chiaro. I semi, quando si inumidiscono, si ricoprono di una sostanza vischiosa in grado di catturare ed uccidere piccoli insetti. Per questo motivo si pensa che questa pianta sia una protocarnivora. Non è considerata una vera pianta carnivora perché, sebbene sia stata dimostrata la produzione di enzimi digestivi e la capacità di assorbimento dei nutrienti derivati dalla prede, non si sa ancora se e quanto la pianta si avvantaggi da questa situazione.

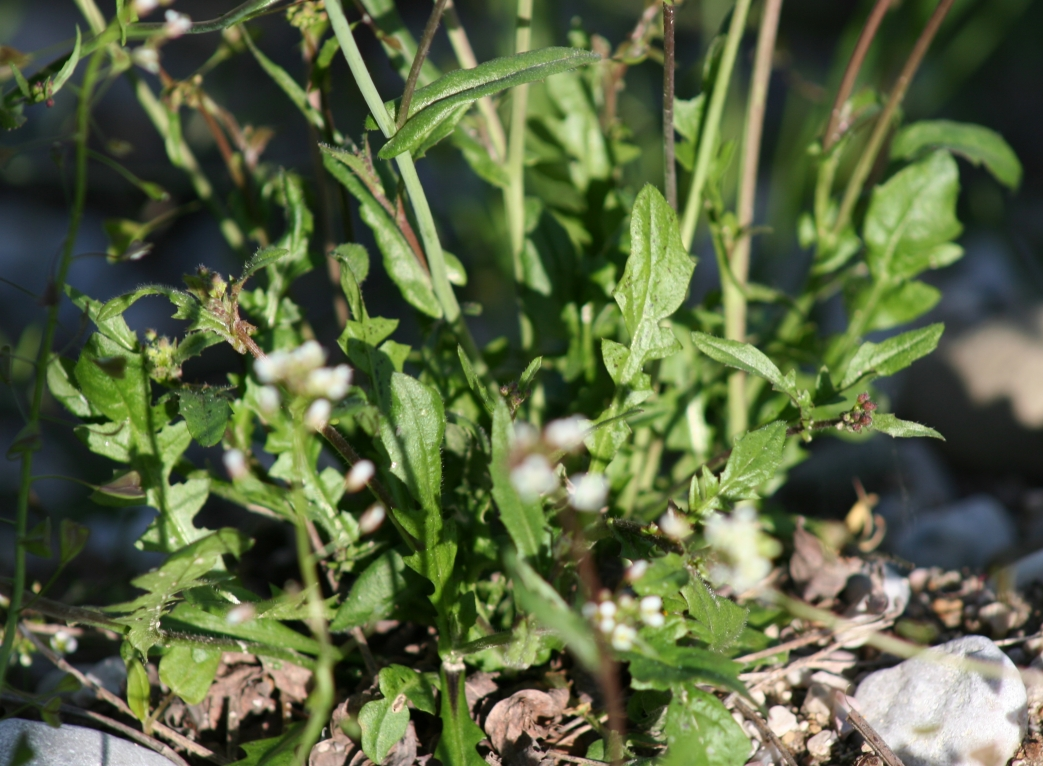
Rosetta basale con foglie pennato- partite
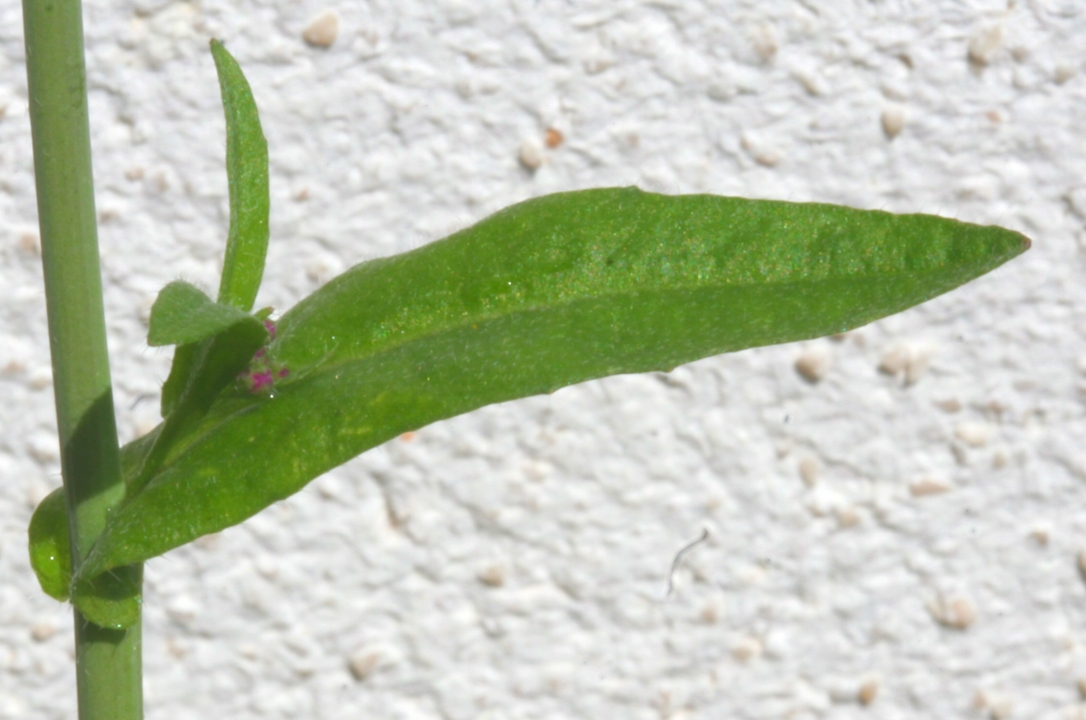
Foglia caulina lanceolata, amplessicaule-agitata
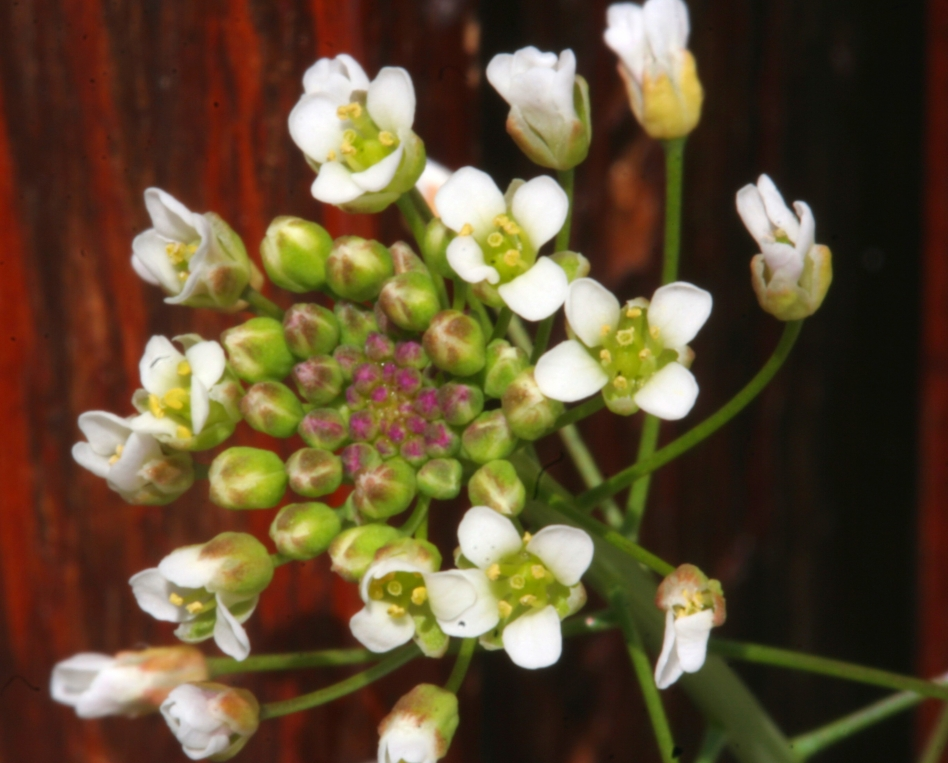
Infiorescenza a racemo lasso e nudo
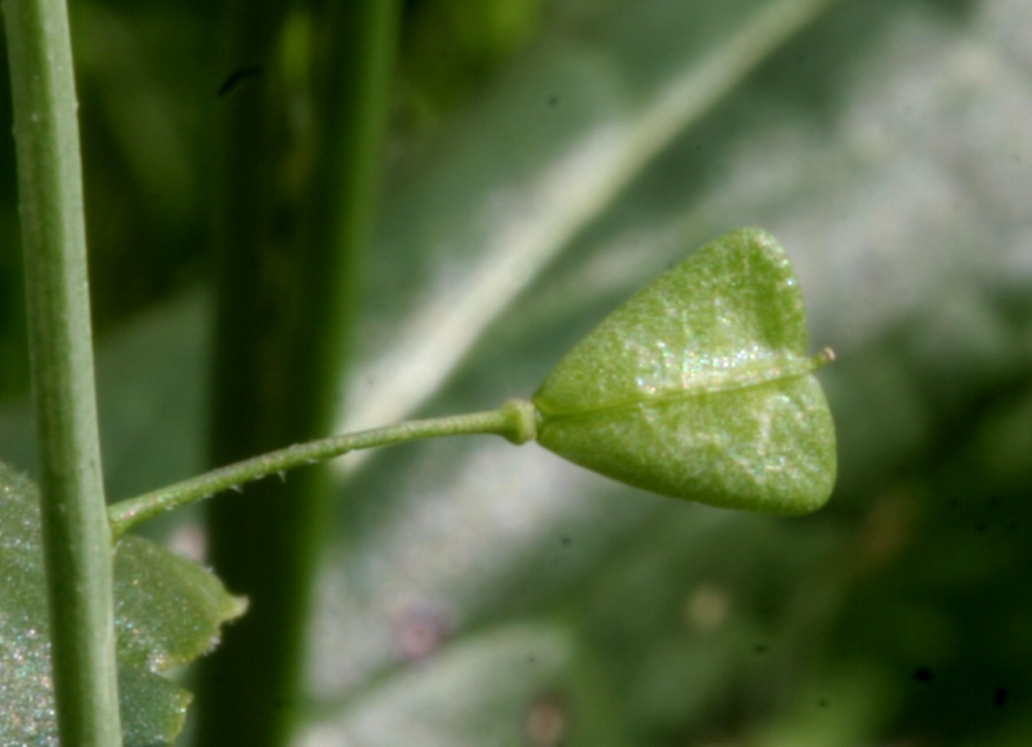
Frutto (siliquetta) cuoriforme

## Distribuzione e habitat
- Geoelemento: l'origine è mediterranea, ma oggi il geoelemento viene definito cosmopolita.
- Distribuzione: è diffusa in quasi tutto il mondo e spesso è considerata infestante. In Italia è presente su tutto il territorio.
- Habitat: si adatta a qualsiasi tipo di clima e di terreno; vegeta negli orti, sui prati incolti ma anche coltivati, ai margini delle strade, sui muri, nelle radure e boschi e aree antropizzate (è una pianta sinantropica ).
- Diffusione altitudinale: dal piano fino a 1800 (massimo 2600) m s.l.m..

## Tassonomia

### Varietà
La specie presenta una grande variabilità da zona a zona nella forma delle foglie, il colore dei fiori, la forma del frutto e il portamento in generale. Inoltre, questa specie, praticando abbastanza diffusamente l'autogamia (impollinazione diretta), alcune caratteristiche si fissano in popolazioni locali e ben circoscritte.
Nell'elenco che segue sono indicate alcune sottospecie e varietà della nostra pianta (è da notare comunque che alcune di queste varietà sono considerate sinonimi della specie principale):
- C. bursa-pastoris subsp. occidentalis (Shull) Maire in Jahandiez & Maire (1932)
- C. bursa-pastoris var. coronopifolia DC. (1821)
- C. bursa-pastoris var. integrifolia DC. (1821)
- C. bursa-pastoris var. minor DC. (1821)

### Sinonimi
La grande diffusione della nostra pianta ha dato luogo a diversi sinonimi:
- Bursa pastoris Hill.
- Capsella agrestis Jordan (1864)
- Capsella apetala Opiz (1821)
- Capsella batavorum E.B. Almquist (1921)
- Capsella concava E.B. Almquist (1921)
- Capsella hyrcana Grossh.
- Capsella integrifolia Rafin. (1837)
- Capsella mediterranea E.B. Almquist (1921)
- Capsella pastoralis Dulac (1867)
- Capsella patagonica E.B. Almquist (1921)
- Capsella polymorpha Cav. (1802)
- Capsella praecox Jordan (1864)
- Capsella ruderalis Jordan (1864)
- Capsella sabulosa Jordan (1864)
- Capsella stenocarpa Timb.-Lagr. (1870)
- Capsella treviorum E.B. Almquist (1921)
- Capsella turoniensis E.B. Almquist (1921)
- Capsella triangularis St-Lager (1880)
- Capsella virgata Jordan (1864)
- Thlaspi bursa pastoris (L.)

### Ibridi
Capsella × gracilis Gren. (1858): ibrido tra C. bursa-pastoris e C. rubella.

### Specie simili
- Capsella rubella Reuter (1854) – Borsa del pastore annuale: si distingue per i fiori, infatti i sepali e i petali sono più piccoli e arrossati (o rosei). Inoltre cresce in ambienti più aridi soprattutto nelle zone mediterranee.

## Usi

### Farmacia
- Proprietà curative: antiemorragiche, emostatiche, astringenti. In modo particolare agisce come astringente sull'apparato genitale femminile e viene usato in caso di flusso troppo abbondante o doloroso[4]. In medicina popolare viene inoltre usata nella cura delle diarree, delle varici e delle emorroidi. Il fusto (opportunamente trattato) è usato contro le infezioni della pelle.
- Parti usate: parti aeree.

### Cucina
È una pianta commestibile dal sapore simile al cavolo. Le giovani foglie possono essere mangiate come “insalata dei campi” e dicono abbia proprietà contro l'ipertensione, oppure la rosetta basale può servire nelle “minestre primaverili” o come “erbette per la minestra”. In Cina e America Settentrionale, sui mercati alimentari, è considerata pianta commerciale.

Dai semi si può estrarre  un olio commestibile.

### Altro
In botanica viene inoltre usata come organismo modello per lo studio della morfogenesi, mentre l'industria dalla pianta ricava insetticidi dai semi.

## Malattie
Spesso nell'infiorescenza della pianta si insedia una peronosporacea (Albugo candida) provocando una malattia chiamata “ruggine bianca”; questa si manifesta torcendo ed ingrossando l'asse fiorale.

## Galleria d'immagini

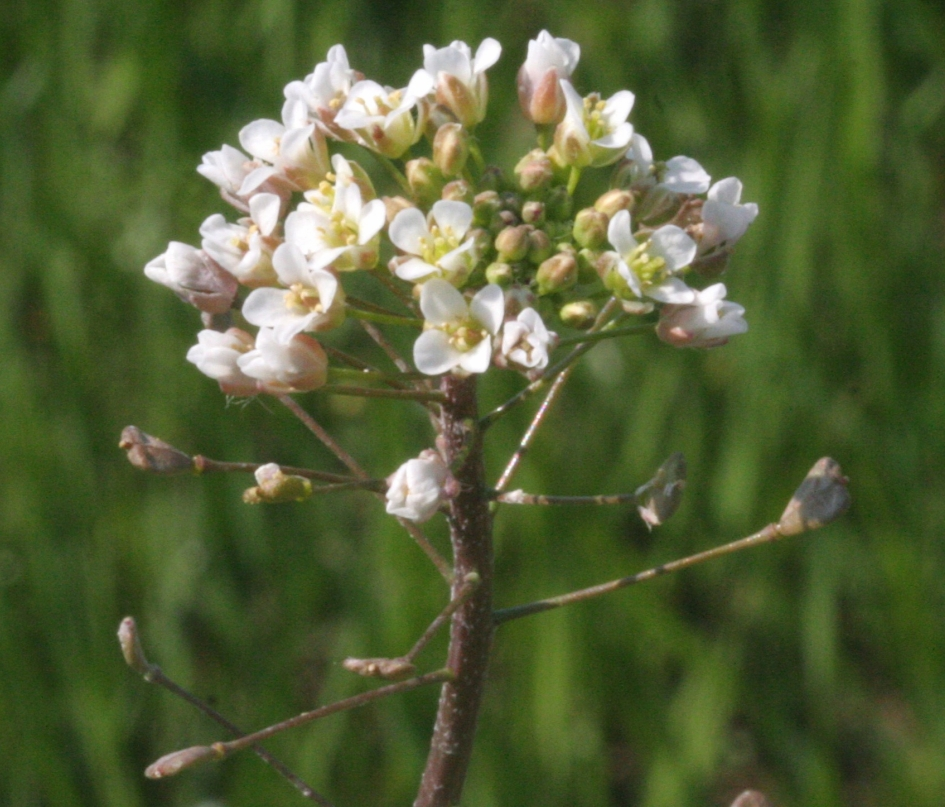
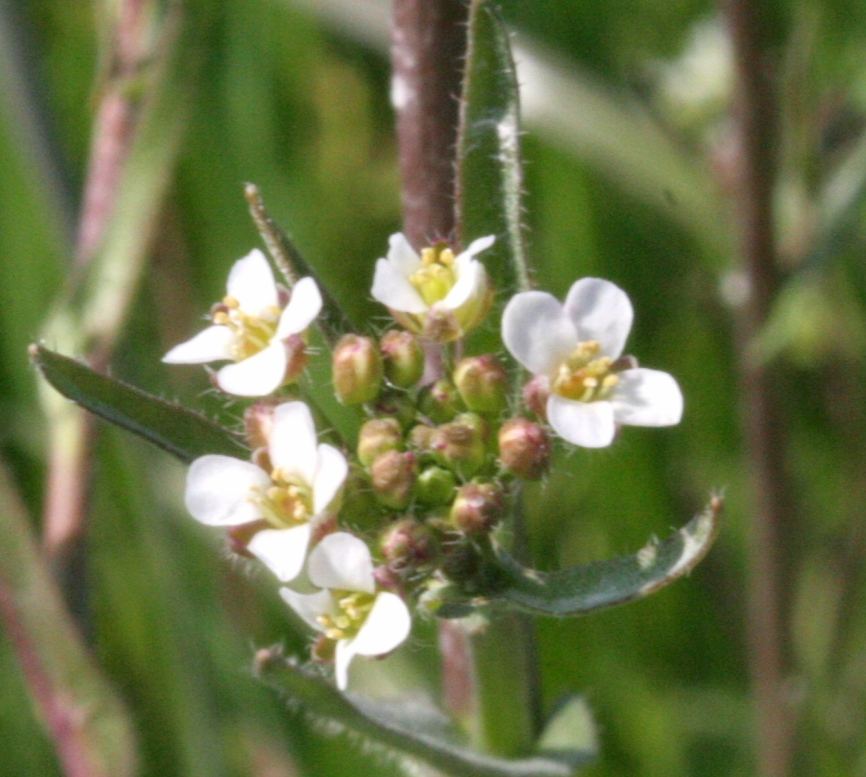
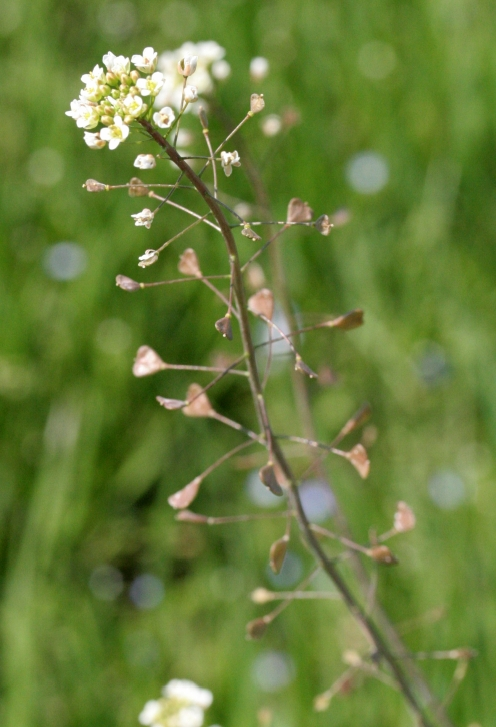
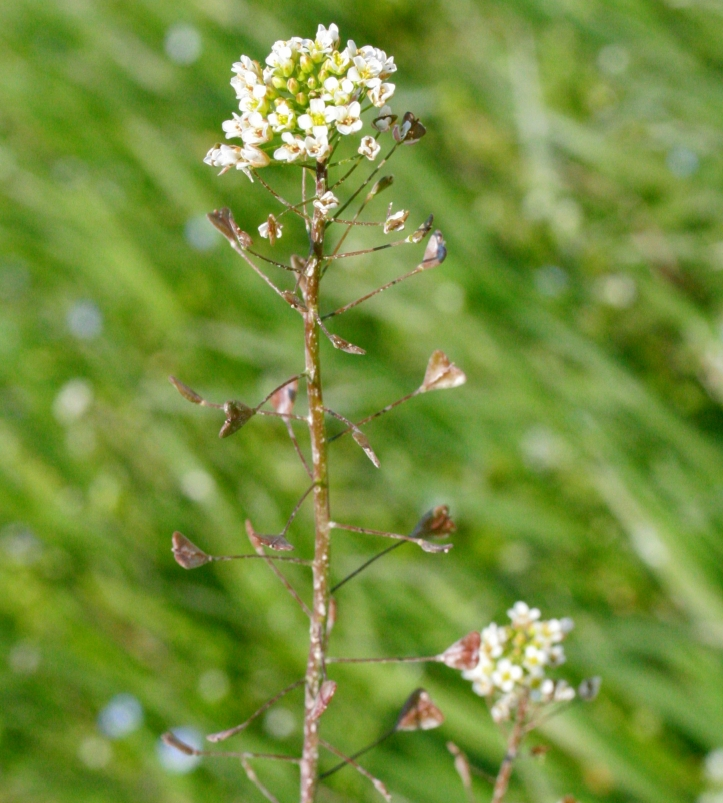